# Kim Byung-joo
Kim Byung-joo (kor. 김병주; ur. 14 stycznia 1968 w Daegu) – południowokoreański judoka. Brązowy medalista olimpijski z Barcelony 1992, w kategorii do 78 kg.
Mistrz świata w 1989. Triumfator igrzysk azjatyckich w 1990. Srebrny medalista akademickich MŚ w 1990 roku.

## Letnie Igrzyska Olimpijskie 1992
| Konkurencja | Rundy eliminacyjne    | Rundy eliminacyjne        | Rundy eliminacyjne          | Rundy eliminacyjne     | Repasaże                         | Repasaże               | Repasaże            | Klas. końcowa |
| Konkurencja | Przeciwnik I          | Przeciwnik II             | Przeciwnik III              | Przeciwnik IV          | Przeciwnik I                     | Przeciwnik II          | o 3 miejsce         | Miejsce       |
| ----------- | --------------------- | ------------------------- | --------------------------- | ---------------------- | -------------------------------- | ---------------------- | ------------------- | ------------- |
| 78 kg       | Daniel Lascău (GER) Z | Jean Alix Holmand (HAI) Z | Ezequiel Paraguassu (BRA) Z | Lars Adolfsson (SWE) P | Dawaasambuugijn Dordżbat (MGL) Z | Szarip Warajew (WNP) Z | Johan Laats (BEL) Z | 3.            |